# Estación Quilquén
Quilquén es una antigua estación ubicada en la comuna chilena de Traiguén la Región de la Araucanía, que fue parte del ramal Renaico - Traiguén.
- Datos: Q5814337